# Motokrossz-pontozási rendszer
A motokrossz világbajnoki futamokat 1952-től három kategóriában rendezték meg 2003-ig. A 125, 250 és 500 ccm-is kategóriákban az első 15 kapott pontot. 2003-ban eltűnt ez a három kategória, helyettük a napjainkig MX1 és MX2-es kategória létezik, és ezzel a pontozási rendszer is megváltozott. Itt már az első 20 versenyző értékelhető. 
| Szezon     | 1. | 2. | 3. | 4. | 5. | 6. | 7. | 8. | 9. | 10. | 11. | 12. | 13. | 14. | 15. | 16. | 17. | 18. | 19. | 20. |
| ---------- | -- | -- | -- | -- | -- | -- | -- | -- | -- | --- | --- | --- | --- | --- | --- | --- | --- | --- | --- | --- |
| 2003-előtt | 25 | 20 | 16 | 13 | 11 | 10 | 9  | 8  | 7  | 6   | 5   | 4   | 3   | 2   | 1   |     |     |     |     |     |
| 2003–tól   | 25 | 22 | 20 | 18 | 16 | 15 | 14 | 13 | 12 | 11  | 10  | 9   | 8   | 7   | 6   | 5   | 4   | 3   | 2   | 1   |

## Lásd még
- Motokrossz
- Motokrossz-versenyzők listája
- Motokrossz-világbajnok versenyzők listája

## Külső hivatkozások
- FIM hivatalos oldala